# Icerya corticalis
Icerya corticalis är en insektsart som beskrevs av Albert Vayssière 1926. Icerya corticalis ingår i släktet Icerya och familjen pärlsköldlöss.
Artens utbredningsområde är Kongo-Kinshasa. Inga underarter finns listade i Catalogue of Life.